# Ratolí llistat de Weigold
El ratolí llistat de Weigold (Sicista weigoldi) és una espècie de rosegador de la família dels esmíntids. Viu a l'oest de les províncies xineses de Sichuan i Yunnan, on viu a altituds d'entre 2.980 i 3.750 msnm. Els seus hàbitats naturals són els boscos montans humits de coníferes, els bedollars i els prats alpins. Es caracteritza pel fet de tenir la cua bicolor, amb una taca marró a la punta que contrasta amb el color blanc de la part inferior. En el passat fou considerat primer un sinònim i després una subespècie de S. concolor. Fou anomenat en honor del zoòleg alemany Hugo Weigold.